# Chase Blackburn
Chase Blackburn (Marysville, 10 giugno 1983) è un giocatore di football americano, di nazionalità statunitense, che gioca nel ruolo di linebacker per i Carolina Panthers della National Football League (NFL). Dopo non essere stato selezionato nel Draft NFL 2005 firmò coi Giants. Al college ha giocato a football all'Università di Akron.

## Carriera professionistica

### New York Giants
Dopo non essere stato selezionato nel Draft 2005, Blackburn firmò in qualità di free agent coi New York Giants, Blackburn trascorrendo la maggior parte delle sue prima stagione come linebacker di riserva e giocatore degli special team.
Nel Super Bowl XLII, Blackburn commise una penalità costosa sul ritorno di un punt return, dal momento che era il dodicesimo uomo in campo per lo special team (su un numero consentito di 11). Dopo la giocata, l'allenatore dei New England Patriots Bill Belichick chiese che gli arbitri analizzassero la giocata, dandogli alla fine ragione. La penalità risultò in un primo a favore dei Patriots che però non segnarono in quel drive, dopo aver fallito la conversione di un quarto down. Come risultato, i Giants migliorarono la loro posizione in campo di 20 yard, così che la precedente penalità si rivelò aver beneficiato la squadra. I Giants vinsero a sorpresa la partita contro gli imbattuti Patriots e Blackburn si laureò per la prima volta campione NFL.
Nella stagione 2010, Chase fu eletto capitano degli special team dai suoi compagni di squadra. Dopo la stagione, Blackburn divenne un free agent ma rifirmò coi Giants in 29 novembre 2011. Nella settimana 13 della stagione 2011 contro i Green Bay Packers, Blackburn mise a segno un intercetto su Aaron Rodgers nella sua end-zone.
I Giants conclusero la stagione 2011 con un record di 9-7, qualificandosi per un soffio ai playoff grazie alla vittoria decisiva sui Cowboys. Nella off-season, essi eliminarono nell'ordine gli Atlanta Falcons, i favoritissimi e campioni in carica Packers e nella finale della NFC i San Francisco 49ers. Il 5 febbraio 2012, Blackburn partì come titolare nel Super Bowl XLVI, vinto ancora contro i Patriots 21-17, laureandosi per la seconda volta campione NFL. Nell'ultimo quarto del Super Bowl, Blackburn fece registrare un intercetto sul quarterback dei Patriots Tom Brady, in quella che fu la sua unica palla persa dell'incontro, oltre a 6 tackle.
Nella settimana 4 della stagione 2012 i Giants persero contro gli Eagles sbagliando il potenziale field goal della vittoria a 15 secondi dalla fine ma Blackburn giocò una grande partita guidando la squadra con 10 tackle e un sack su Michael Vick. Nel turno successivo i Giants si portarono su un record di 3-2 vincendo sui Cleveland Browns con Chase che compì un intercetto su Brandon Weeden.

### Carolina Panthers
Il 27 marzo 2013, Blackburn firmò un contratto biennale con i Carolina Panthers.

## Palmarès
- Super Bowl : 2 Vincitore del Super Bowl (XLII, XLVI)

## Statistiche
| Tackle totali    | 236 |
| Intercetti fatti | 3   |
| Fumble forzati   | 1   |